# Brić
Brić (szerbül: Брић), lakatlan település Bosznia-Hercegovinában, a Szerb Köztársaságban, Teslić községben.

## Fekvése
A település Bosznia-Hercegovina középső részének északi szélén, Dobojtól légvonalban 45, közúton 61 km-re délnyugatra, községközpontjától légvonalban 23, közúton 35 km-re délnyugatra, a Vučja-hegységben, a Brićko brdo területén, 1000-1250 méteres magasságban található. A Brićko brdo legmagasabb pont az 1309 méteres Ciganska poljana. Tipikus hegyvidéki település volt, mely több falucskából és házcsoportból állt. Két fő része Mali és Veliki Brić. A települést a Studena és a Jelova-folyók mély szurdokai veszik körül. A Vučja tágas fennsíkja fűvel borított, ahonnan minden irányban vonzó tájakra nyílik kilátás. Jellemzője a tiszta hegyi víz számtalan forrása, amelyek sok helyen vízeséseket képeznek.

## Népessége
| Nemzetiségi csoport | Népesség 1991 | Népesség 2013 |
| ------------------- | ------------- | ------------- |
| Szerb               | 1             | 0             |
| Bosnyák             | 0             | 0             |
| Horvát              | 0             | 0             |
| Jugoszláv           | 0             | 0             |
| Egyéb               | 0             | 0             |
| Összesen            | 1             | 0             |

## Története
A szerb lakosságú település 1878-ig tartozott az Oszmán Birodalomhoz, ekkor a berlini kongresszus határozata alapján az Osztrák-Magyar Monarchia része lett. 1879-ben az első osztrák-magyar népszámlálás során a Tešanji járáshoz és Komušina községhez tartozó településnek 12 háztartása és 128 ortodox szerb lakosa volt. 1910-ben a Tesanji járáshoz tartozó településen 21 háztartást és 218 ortodox lakost találtak. A monarchia szétesésével 1918-ban előbb a Szerb-Horvát-Szlovén Királyság, majd 1929-től a Jugoszláv Királyság része lett. Az 1929-es törvény értelmében, amikor Bosznia-Hercegovinát négy banovinára, Drinskára, Vrbaskára, Zetskára és Primorskára osztották, a település a Vrbaska banovina része lett, amelynek székhelye Banja Luka volt.
Jugoszlávia megszállása után a Független Horvát Állam (NDH) része lett. A második világháború után 1992-ig a település a szocialista Jugoszlávia keretében a Bosznia-Hercegovinai Népköztársaság része volt. 1981-ben a települést még 465-en lakták, de a lakosság az 1980-as években, vélhetően a nehéz életkörülmények miatt elköltözött innen. 1991-ben már csak egy állandó lakost találtak itt. A boszniai háborút lezáró daytoni békeszerződést követő területfelosztásnál a Szerb Köztársaság területéhez került. Ma már nem található állandó lakosság a településen.

## Nevezetességei
Természeti látványossága a Studena festői szurdoka, vízeséseivel és sziklaképződményeivel. A környék a túrázók és természetjárók kedvelt kirándulóhelye.